# Conotoxina

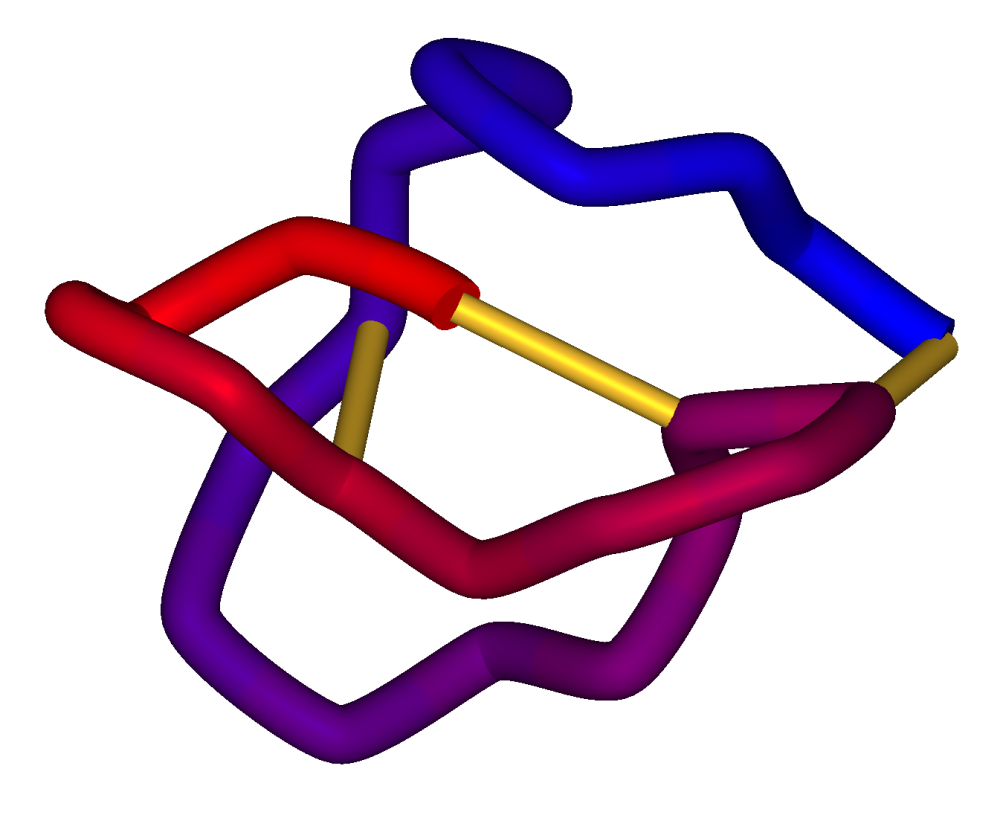
Esquema tridimensional da estrutura proteica da ω-conotoxin MVIIA. Pontes dissulfido a amarelo.

As conotoxinas são um grupo de péptidos neurotóxicos, isolados a partir do veneno de caracóis marinhos do género Conus.
São péptidos compostos por 10 a 30 resíduos de aminoácidos e possuem, tipicamente, pontes dissulfido. AS conotoxinas possuem diversos tipos de actuação, muitas delas ainda sem uma explicação cabal.
Cinco conotoxinas têm a sua função determinada, cada qual com o seu alvo específico:
- α-conotoxina inibe receptores acetilcolínicos em nervos e músculos.
- δ-conotoxina inibe canais de sódio dependentes de voltagem.
- κ-conotoxina inibe canais de potássio
- μ-conotoxina inibe canais de sódio dependentes de voltagem, em músculos.
- ω-conotoxina inibe canais de cálcio dependentes de voltagem, do tipo N.